# ネヴァ・モリス
ネヴァ・モリス（英語: Neva Morris、1895年8月3日 - 2010年4月6日）は、メアリー・ジョゼフィン・レイの死後1ヵ月間アメリカ合衆国の最高齢者だった女性。世界全体でも知念カマに次ぐ2番目の長寿だった。生誕、死没ともにアイオワ州・エイムズであった。

## 略歴
1895年、アイオワ州エイムズに4人兄弟の末っ子として生まれる。1914年に結婚。3年後に夫エドワードがアイオワ州立大学を卒業。夫のエドワード・モリスは1960年に死去。4人の子供がいたが、モリスの死去時に生き残っていたのは90歳の息子、ウォルターのみであった。結婚後は夫・エドワードの両親の農場に住んでいた。自身が鶏、豚、乳牛を飼育することで4人の子供をアイオワ州立大学に行かせる手助けをしていた。
ネヴァの義理の息子トムは、「彼女は生涯一生懸命に働いていた。肉や乳製品、農場で収穫した野菜で作った心のこもった食事は決して彼女の体を害すことは無かった。」と語っている。また死去時子供の中で唯一存命していたウォルターは母ネヴァが80年間無事故で運転していたことから、速度の速い車に夢中になっていることが長生きの秘訣と考えていた。ネヴァは1985年にマーキュリー・グランドマーキーを購入したこともあったという。運転をやめたのは95歳の頃であった。
またかつてはPEOや米国メゾジスト教会のメンバーでもあった。そのほか女性コーラスのグループに加入していた時期もあり、特にユー・アー・マイ・サンシャインを歌うことが好きだったっという。
99歳の頃にケアホームに移住し、その後の1998年にコミュニティに移る。2010年3月時点の報道では、聴覚と視覚に難があったが、老人ホームでも限られたものではあるが活動に参加はしていたという。
2010年4月6日、114歳246日で死去。これによりアメリカ最高齢者はユーニス・サンボーン（1896年7月20日生）となった。